# Józef Jakubowski (pilot)

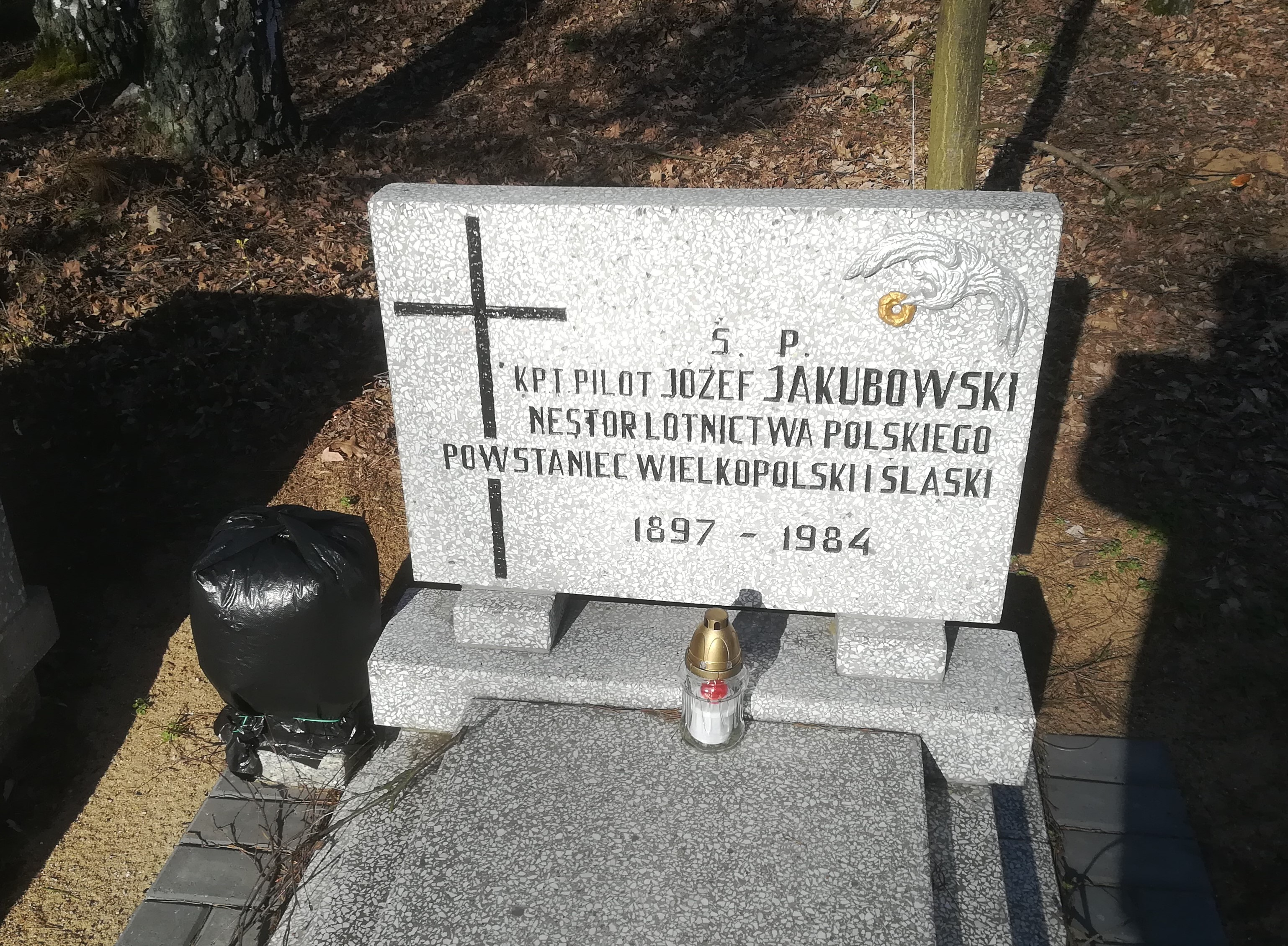
Grób na cmentarzu junikowskim.

Józef Jakubowski (ur. 12 marca 1897 w Marlewie, zm. 1984 w Chludowie) – polski pilot wojskowy i cywilny, nestor lotnictwa polskiego, powstaniec wielkopolski i śląski.

## Życiorys
W styczniu 1915 został zmobilizowany do armii niemieckiej i przydzielony do jednostki lotniczej w Grudziądzu, a potem do szkoły pilotów w Koszalinie. Naukę ukończył w 1916. Latał w eskadrach wywiadowczej i myśliwskiej. Po otrzymaniu urlopu przyjechał do domu i już nie wrócił do służby w armii niemieckiej. Wstąpił do Polskiej Organizacji Wojskowej Zaboru Pruskiego w Poznaniu. Brał udział w walkach powstańczych o zdobycie lotniska na Ławicy. 
Po zakończeniu powstania wielkopolskiego szkolił pilotów i obserwatorów 1. Eskadry Wielkopolskiej (późniejszej 12. Eskadry Wywiadowczej). Odbywał loty nad Śląskiem, rozrzucając tam ulotki wzywające do powstania. W wojnie polsko-bolszewickiej latał bojowo podczas bitwy nad Berezyną. Po odparciu bolszewików został pilotem-oblatywaczem w 3. pułku lotniczym, który stacjonował na poznańskiej Ławicy. 8 stycznia 1924 został zatwierdzony w stopniu podporucznika ze starszeństwem z 1 czerwca 1919 i 6. lokatą w korpusie oficerów lotnictwa. Posiadał przydział w rezerwie do 3 pułku lotniczego.
W 1922 był w Poznaniu współzałożycielem Związku Lotników Polskich, a w latach późniejszych był zwierzchnikiem pilotów w Towarzystwie Lotnictwa Komunikacyjnego w Poznaniu, gdzie znacząco przyczynił się do rozwoju lotnictwa cywilnego na terenie Wielkopolski. W 1921, jako pierwszy pilot, odbył lot z Poznania do Warszawy.
We wrześniu 1939, jako podporucznik rezerwy 3 pułku lotniczego dostał się do niemieckiej niewoli. Przebywał w Oflagu VI E Dorsten, a 17 września 1942 został przeniesiony do Oflagu VI B Dössel .
Od lat 70. XX wieku zasiadał w zarządzie Poznańskiego Klubu Seniorów Lotnictwa.
Został pochowany 11 października 1984 na Cmentarzu komunalnym Junikowo w Poznaniu (pole 3 kwatera 1-8-14).

## Ordery i odznaczenia
- Krzyż Walecznych[6][7]
- Srebrny Krzyż Zasługi (27 kwietnia 1934)[12]
- Wielkopolski Krzyż Powstańczy (4 listopada 1958)[13]
- Polowa Odznaka Pilota nr 93 (11 listopada 1928)[14]